# Signs of the Time (Mob Rules)
Signs of the Time è il primo live album della power metal band tedesca Mob Rules, pubblicato nel 2005.

## Il disco
Il disco è stato registrato il 18 giugno 2004 al Pumpwerk Wilhelmshaven, mentre mix e mastering sono stati affidati a Markus Teske nei Bazement Studio.
.

## Tracce
1. "Black Rain" - 6:08
2. "Lord of Madness" - 5:34
3. "Celebration Day (Sun Serenade Opus #1)" - 6:32
4. "Hydrophobia" - 3:41
5. "Outer Space" - 3:39
6. "Unknown Man" - 5:50
7. "Among the Gods" - 7:50
8. "End of All Days" - 8:49
9. "Hollowed Be Thy Name" - 5:35
10. "Speed of Life" - 3:42
11. "(In the Land of) Wind and Rain" - 6:37
12. "The Temple Fanfare" - 2:05
13. "Pilot of Earth" - 4:11
14. "Rain Song" - 5:39

## Il video
Signs of the Time viene pubblicato anche in versione DVD, e contiene le riprese dell concerto al Pumpwerk Wilhelmshaven,  in Germania, da cui è tratto il disco, più alcuni contenuti extra, fra cui: Roadshows e intervista al Wacken Open Air 2000 e 2003, storia della band e 3 videoclip.

## Tracce
Live
1. "Making Of / Intro"
2. "Black Rain"
3. "Lord of Madness"
4. "Celebration Day (Sun Serenade Opus #1)"
5. "Hydrophobia"
6. "Outer Space"
7. "Unknown Man"
8. "Among the Gods"
9. "End of All Days"
10. "Hollowed Be Thy Name"
11. "Speed of Life"
12. "(In the Land of) Wind and Rain"
13. "The Temple Fanfare"
14. "Pilot of Earth"
15. "Rain Song"
16. "Outro / After Show"

Bonus
1. "Wacken Roadshow 2003"
2. "Wacken 2000 On Stage & Interview"
3. "Mob Rules History"

Clips
1. "Black Rain (Official Videoclip)"
2. "Black Rain (Video Director's Cut)"
3. "End of All Days (Wacken Roadshow)"

## Formazione
Membri del gruppo
- Klaus Dirks - voce
- Matthias Mineur - chitarra
- Oliver Fuhlhage - chitarra
- Torsten Plorin - basso
- Sascha Onnen - tastiera
- Arved Mannott - batteria